# Federico Borromeo (1617-1673)
Federico Borromeo (Milano, 29 maggio 1617 – Roma, 18 febbraio 1673) è stato un cardinale italiano.

## Biografia
Federico Borromeo (indicato anche con il numero progressivo di Federico IV Borromeo come conte d'Arona) nacque a Milano il 29 maggio 1617 dalla nobile famiglia dei Borromeo d'Arona ed era cugino del cardinale Giberto III Borromeo (1654). Altri membri della sua famiglia furono San Carlo Borromeo (1560), Federico III Borromeo (suo omonimo e guida spirituale) (1587), Giberto III Borromeo, seniore (1652), Giberto Bartolomeo Borromeo (1717), Vitaliano VII Borromeo (1766), ed Edoardo Borromeo (1868).
Studiò a Siena lettere e teologia (1623), ottenendo il dottorato in utroque iure nel 1634 e ricevendo dalla città l'onore di essere aggregato alla locale nobiltà nel gennaio del 1635. Decise quindi di indossare l'abito religioso e di recarsi a Roma, nel 1635. Ricevette gli ordini minori: il 28 marzo 1644 il suddiaconato ed il giorno successivo il diaconato.
All'arrivo a Roma, venne nominato cappellano di Sua Santità, divenendo poi referendario dei tribunali della Segnatura apostolica di grazia e giustizia. Governatore della città di Ascoli Piceno dal 1643, passò al governatorato di Benevento (1646-1648). Nominato inquisitore a Malta dal 25 ottobre 1652, divenne segretario per la Sacra Congregazione dell'Immunità Religiosa.
Eletto patriarca titolare di Alessandria il 19 ottobre 1654, ricevette la consacrazione episcopale dal cardinale Francesco Peretti di Montalto. In seguito declinò la nomina alla sede di Como che gli era stata prospettata nel 1665. Nunzio apostolico in Svizzera dal 28 novembre 1654, rimase in carica sino al 20 agosto 1665. Nominato governatore di Roma il 17 febbraio 1666, rimase in carica sino al 26 febbraio 1668, data in cui venne nominato nunzio apostolico in Spagna, ove rimase sino al luglio del 1670. Nominato segretario di Stato nel maggio del 1670, occupò tale posizione sino alla morte.
Il 22 dicembre 1670 venne nominato cardinale presbitero con una dispensa garantita dall'avere un cugino nel Sacro Collegio dei Cardinali. Ricevette la porpora cardinalizia ed il titolo di Sant'Agostino il 23 febbraio 1671. L'8 agosto 1672 optò per il titolo di Sant'Agnese fuori le mura. Nel contempo divenne abate commendatario delle abbazie di Pertica (Pavia), San Dionigi (Milano) e Sant'Angelo in Vultu (Melfi).
Federico Borromeo morì il 18 febbraio 1673 alle 9 del mattino nella sua camera da letto del segretariato di Stato nel palazzo del Quirinale di Roma. La sua salma venne esposta nella chiesa di San Carlo al Corso di Roma, dove ebbero luogo anche i funerali e venne sepolto presso l'altare della chiesa stessa.

## Genealogia episcopale e successione apostolica
La genealogia episcopale è:
- Cardinale Guillaume d'Estouteville, O.S.B.Clun.
- Papa Sisto IV
- Papa Giulio II
- Cardinale Raffaele Sansone Riario
- Papa Leone X
- Papa Paolo III
- Cardinale Francesco Pisani
- Cardinale Alfonso Gesualdo di Conza
- Papa Clemente VIII
- Cardinale Pietro Aldobrandini
- Cardinale Laudivio Zacchia
- Papa Innocenzo X
- Cardinale Francesco Peretti di Montalto
- Cardinale Federico Borromeo

La successione apostolica è:
- Vescovo Johann Konrad von Roggenbach (1659)
- Vescovo Ulrich de Mont (1662)
- Vescovo Juan Asensio Barrios, O. de M. (1670)
- Cardinale Mario Alberizzi (1671)
- Arcivescovo Pompeo Varese (1671)
- Vescovo Giovanni Rasini (1671)
- Vescovo Tommaso de Franchi (1671)
- Vescovo Francesco Maria Neri (1672)

## Ascendenza
|                                                 |                                     |                                              | Genitori                                       |  |  | Nonni |  |  | Bisnonni                                  |  |  | Trisnonni                              |  |
|                                                 |                                     |                                              |                                                |  |  |       |  |  | Giulio Cesare Borromeo, IX conte di Arona |  |  | Federico I Borromeo, VI conte di Arona |  |
|                                                 |                                     |                                              |                                                |  |  |       |  |  | Giulio Cesare Borromeo, IX conte di Arona |  |  | Federico I Borromeo, VI conte di Arona |  |
|                                                 |                                     | Veronica Visconti di Somma                   |                                                |  |  |       |  |  | Giulio Cesare Borromeo, IX conte di Arona |  |  |                                        |  |
| Renato I Borromeo, X conte di Arona             |                                     |                                              |                                                |  |  |       |  |  | Giulio Cesare Borromeo, IX conte di Arona |  |  |                                        |  |
|                                                 |                                     | Margherita Trivulzio                         | Renato Trivulzio, signore di Formigara         |  |  |       |  |  |                                           |  |  |                                        |  |
|                                                 |                                     | Margherita Trivulzio                         | Renato Trivulzio, signore di Formigara         |  |  |       |  |  |                                           |  |  |                                        |  |
|                                                 |                                     | Margherita Trivulzio                         | Isabella Borromeo                              |  |  |       |  |  |                                           |  |  |                                        |  |
| Giulio Cesare Borromeo                          |                                     | Margherita Trivulzio                         |                                                |  |  |       |  |  |                                           |  |  |                                        |  |
|                                                 |                                     | Ottavio Farnese, II duca di Parma e Piacenza | Pier Luigi Farnese, I duca di Parma e Piacenza |  |  |       |  |  |                                           |  |  |                                        |  |
|                                                 |                                     | Ottavio Farnese, II duca di Parma e Piacenza | Pier Luigi Farnese, I duca di Parma e Piacenza |  |  |       |  |  |                                           |  |  |                                        |  |
|                                                 |                                     | Ottavio Farnese, II duca di Parma e Piacenza | Gerolama Orsini                                |  |  |       |  |  |                                           |  |  |                                        |  |
| Ersilia Farnese                                 |                                     | Ottavio Farnese, II duca di Parma e Piacenza |                                                |  |  |       |  |  |                                           |  |  |                                        |  |
|                                                 |                                     | …                                            | …                                              |  |  |       |  |  |                                           |  |  |                                        |  |
|                                                 |                                     | …                                            | …                                              |  |  |       |  |  |                                           |  |  |                                        |  |
|                                                 |                                     | …                                            | …                                              |  |  |       |  |  |                                           |  |  |                                        |  |
| Federico Borromeo                               |                                     | …                                            |                                                |  |  |       |  |  |                                           |  |  |                                        |  |
|                                                 | Paolo Emilio Cesi, II duca di Selci | Pietro Cesi, nobile romano                   |                                                |  |  |       |  |  |                                           |  |  |                                        |  |
|                                                 | Paolo Emilio Cesi, II duca di Selci | Pietro Cesi, nobile romano                   |                                                |  |  |       |  |  |                                           |  |  |                                        |  |
|                                                 | Paolo Emilio Cesi, II duca di Selci | Giulia degli Atti                            |                                                |  |  |       |  |  |                                           |  |  |                                        |  |
| Andrea Cesi, I duca di Ceri e III duca di Selci | Paolo Emilio Cesi, II duca di Selci |                                              |                                                |  |  |       |  |  |                                           |  |  |                                        |  |
|                                                 |                                     | Porzia dell'Anguillara, signora di Ceri      | Giampaolo dell'Anguillara, signore di Ceri     |  |  |       |  |  |                                           |  |  |                                        |  |
|                                                 |                                     | Porzia dell'Anguillara, signora di Ceri      | Giampaolo dell'Anguillara, signore di Ceri     |  |  |       |  |  |                                           |  |  |                                        |  |
|                                                 |                                     | Porzia dell'Anguillara, signora di Ceri      | Margherita Orsini                              |  |  |       |  |  |                                           |  |  |                                        |  |
| Giovanna Cesi                                   |                                     | Porzia dell'Anguillara, signora di Ceri      |                                                |  |  |       |  |  |                                           |  |  |                                        |  |
|                                                 |                                     | Virginio Orsini, I duca di San Gemini        | Ferdinando I Orsini, V duca di Gravina         |  |  |       |  |  |                                           |  |  |                                        |  |
|                                                 |                                     | Virginio Orsini, I duca di San Gemini        | Ferdinando I Orsini, V duca di Gravina         |  |  |       |  |  |                                           |  |  |                                        |  |
|                                                 |                                     | Virginio Orsini, I duca di San Gemini        | Beatrice Ferrillo                              |  |  |       |  |  |                                           |  |  |                                        |  |
| Cornelia Orsini                                 |                                     | Virginio Orsini, I duca di San Gemini        |                                                |  |  |       |  |  |                                           |  |  |                                        |  |
|                                                 |                                     | Giovanna Caetani                             | Bonifacio Caetani, IV duca di Sermoneta        |  |  |       |  |  |                                           |  |  |                                        |  |
|                                                 |                                     | Giovanna Caetani                             | Bonifacio Caetani, IV duca di Sermoneta        |  |  |       |  |  |                                           |  |  |                                        |  |
|                                                 |                                     | Giovanna Caetani                             | Caterina Pio di Savoia                         |  |  |       |  |  |                                           |  |  |                                        |  |
|                                                 |                                     | Giovanna Caetani                             |                                                |  |  |       |  |  |                                           |  |  |                                        |  |